# Frucourt
Frucourt (phát âm tiếng Pháp: [fʁyˈkuʁ]) là một xã ở tỉnh Somme, vùng Hauts-de-France, Pháp.
Thị trấn này tọa lạc trên đường D93, khoảng 10 dặm Anh (16 km) về phía nam của Abbeville.

## Dân số
| 1962                                                           | 1968 | 1975 | 1982 | 1990 | 1999 |
| -------------------------------------------------------------- | ---- | ---- | ---- | ---- | ---- |
| 147                                                            | 155  | 165  | 162  | 142  | 121  |
| Số liệu điều tra dân số từ năm 1962, dân số không tính hai lần |      |      |      |      |      |

## Địa điểm tham quan
- Cối xay gió gạch xây vào năm 1641
- Các nhà thờ
- Đài tưởng niệm các nạn nhân chiến tranh